# 洛根·马丁
洛根·马丁（英語：Logan Martin，1993年11月22日—），澳大利亚男子自行车运动员，主攻小轮车。他曾代表澳大利亚参加2020年夏季奥林匹克运动会自行车比赛，获得男子自由式小轮车金牌。